# Paul Ruoff
Paul Ruoff (* 19. Oktober 1897 in Biel/Bienne; † 18. Oktober 1981 in Muri bei Bern) war ein Schweizer Fussballschiedsrichter, davor war Ruoff auch Fussballspieler.

## Karriere

### Spieler
Ruoff begann seine Karriere als Spieler bei Biel/Bienne, war Gründungsmitglied beim FC Nidau, spielte beim FC Bern und bei den Young Boys Bern. Anschliessend wendete er sich der Schiedsrichterei zu.

### Schiedsrichter
Ruoff leitete in den 1920er-Jahren bis zu Beginn der 1930er-Jahre neben Spielen in der Schweiz, darunter drei Cupfinals, zahlreiche internationale Spiele, darunter auch ein Spiel an den Olympischen Spielen 1928. 1946 wurde Ruoff Ehrenmitglied des SFV.